# Ordre de Jacques-Cartier
Pour les articles homonymes, voir Jacques Cartier (homonymie) et OJC.
L’Ordre de Jacques-Cartier (OJC) était une société dite « secrète » fondée le 22 octobre 1926 à Vanier (Ontario) par Albert Ménard, ingénieur civil au ministère des Travaux publics, et le curé François-Xavier Barrette.

## Mission et histoire
Dix-neuf hommes réunis par Albert Ménard et le curé François-Xavier Barrette tiennent une première réunion de la société secrète des Commandeurs de l’Ordre de Jacques-Cartier le 22 octobre 1926.
Esdras Terrien, l'abbé F.-X. Barrette, A. Ménard, É. Lavoie, les avocats Philippe Dubois et Joachim Sauvé, Oscar Barrette et U. Bray étudient les règlements de sociétés existantes, afin d'établir la rédaction de règlements et la constitution de l'Ordre de Jacques-Cartier.
L'Ordre était également connu sous le nom « la Patente ». Sa devise était « Pour Dieu et pour la Patrie » et son chant patriotique s'intitulait Honneur et Loyauté.
Le but de cette organisation était de faire avancer les intérêts des Canadiens français catholiques par l'entremise d'une élite militante infiltrant autant l'administration que les entreprises privées, et notamment de lutter contre l'influence des loges maçonniques et des orangistes, qui menaient toutes sortes d'actions visant à réduire l'influence des Canadiens français, voire à les assimiler, par exemple en empêchant leur accession à des postes de la fonction publique fédérale, aux écoles d'aviation civile ou à l'accréditation d'instituteur. Ces loges étaient d'autant plus efficaces qu'elles étaient secrètes, d'où l'idée d'utiliser le même genre de tactique pour défendre les intérêts des Canadiens français.

## Structure
L'Ordre était dirigé par un conseil supérieur nommé « Chancellerie » qui regroupait des comités régionaux, eux-mêmes subdivisés en comités locaux (« Commanderies »). L'organisation disposait de son propre journal : L'Émerillon. Elle fera également circuler le Bulletin dont la diffusion sera moindre en comparaison de L'Émerillon.
À la suite de dissensions marquées entre l'aile québécoise et le conseil dirigé exclusivement depuis Ottawa en Ontario, l'Ordre est dissous le 27 février 1965. L'ordre comptait 11 300 membres en 1955/1956 et environ 5 000 lors de sa dissolution en 1965.

## Membres
Parmi les membres fondateurs figurent les représentants suivants, associé à leur rôle lors de la fondation (1926) : 
- François-Xavier Barrette (chapelain),
- Oscar Barrette,
- Adélard Chartrand (trésorier),
- Louis-Joseph Chagnon (secrétaire correspondant),
- Louis-Joseph Châtelain (secrétaire archiviste),
- Philippe Dubois (deuxième grand commandeur adjoint),
- Charles Gautier,
- Marius Lachaine,
- Émile Lavoie (chancelier),
- Moïse Lavoie,
- Albert Ménard (grand commandeur),
- Domitien Robichaud (fidéicommissaire)
- Marcel Robidas (grand commandeur),
- Esdras Terrien (commandeur-conseil)
- Achille Pelletier[12] (fidéicommissaire)
- J. Sauvé (premier grand commandeur)
- A. Campeau (cérémoniaire)
- J.-U. Bray (commandeur-conseil)

Les personnes suivantes sont associées de près ou de loin à l'OJC :
- André Laurendeau, romancier, dramaturge, essayiste, journaliste et homme politique
- Bernard Landry, homme politique
- Denis Lazure, homme politique
- Edgar Tissot, administrateur
- Eugène Lapointe, fondateur du premier syndicat catholique au Saguenay
- François-Albert Angers, économiste
- Gaston Vincent, président de l'Association canadienne-française de l'Ontario
- Georges Michaud, agronome et haut fonctionnaire
- Gilbert Finn, lieutenant-gouverneur du Nouveau-Brunswick
- Jacques Leduc, professeur
- Jacques Parizeau, économiste et homme politique.
- Jacques-Yvan Morin, homme politique
- Jean Caron, fonctionnaire
- Jean Drapeau, maire de Montréal
- Jean Robert Woods, fonctionnaire
- Jean-François Séguin, agronome et propagandiste
- Joseph Dominique Gauthier, médecin
- Louis Robichaud, premier ministre du Nouveau-Brunswick
- Marcel Chaput, fonctionnaire
- Mario Belisle, comédien
- Martin J. Légère, homme d'affaires
- Pierre Marois, homme politique
- Rémy Beauregard, administrateur
- Rosaire Morin, journaliste et nationaliste

## Archives
Un petit fonds d’archives Ordre de Jacques-Cartier est conservé au centre d’archives de Québec de Bibliothèque et Archives nationales du Québec. L'Université de Montréal conserve également certains documents relativement aux activités de l'Ordre. Il y a aussi plusieurs documents aux archives de l'Université d'Ottawa au CRCCF,. Le Centre d'études acadiennes Anselme-Chiasson à l'Université de Moncton a aussi un fonds d'archives sur l'Ordre de Jacques Cartier. Bibliothèque et Archives Canada conserve enfin un important fonds Ordre de Jacques-Cartier. Raymond Laliberté et Denise Robillard ont effectué et publié des recherches sur les origines de l'ordre.